# شيراز نوبو
شيراز نوبو 20 يوليو 1861 ، 4 سبتمبر 1946 باليابانية 白 瀬 矗 كان ضابط في الجيش الياباني الذي قاد البعثة اليابانية لأنتاركتيكا، 1910-1912 - . استكشاف هذه الحملة في المنطقة الساحلية من أرض الملك إدوارد السابع، والجزء الشرقي من الجرف الجليدي روس، و وصل إلى خط عرض 80 05 درجة. عند نقطة واحدة، حقق الرجال موعد غير متوقع مع بعثة أمندسن
وكان شيراز نوبو ورجاله أول البشر الذين حط على اليابسة في أرض الملك إدوارد السابع. وقد احتفى بالبعثة كأبطال حين عودتهم إلى اليابان.
توفي في 4 سبتمبر 1946 في كورومو (الآن تويوتا) بسبب انسداد معوي. وكانت عليه ديون فسددت من التبرعات